# Дупли (Калузька область)
Дупли (рос. Дупли) — село в Ферзиковському районі Калузької області Російської Федерації.
Населення становить 31 особу. Входить до складу муніципального утворення Селище Дугна.

## Історія
Від 2004 року входить до складу муніципального утворення Селище Дугна

## Населення
| 2002 | 2010 | 2011 |
| ---- | ---- | ---- |
| 33   | ↘24  | ↗31  |